# Katastrofa kosmiczna

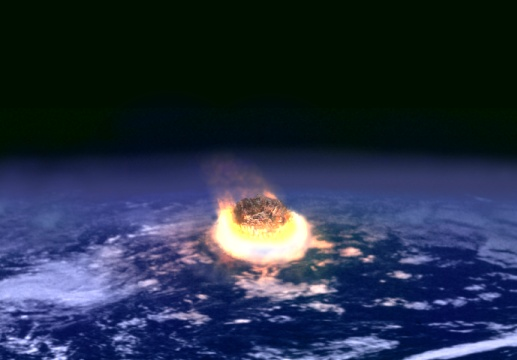
Artystyczna wizja uderzenia ciała pozaziemskiego w powierzchnię Ziemi.

Katastrofy kosmiczne – rodzaj katastrof naturalnych, której źródła znajdują się poza Ziemią. Chodzi tu głównie o upadki komet bądź planetoid na powierzchnię Ziemi, ale także o takie zjawiska jak bliski Ziemi wybuch supernowej czy burze magnetyczne zakłócające działalność sztucznych satelitów.
Obecnie (styczeń 2025) nie ma udokumentowanego przypadku śmierci człowieka w wyniku upadku obiektu pochodzenia pozaziemskiego (meteorytu), chociaż znane są przypadki, w których upadek małego ciała niebieskiego wywołał szkody materialne lub pośrednio spowodował obrażenia u ludzi (np. poprzez falę uderzeniową wywołaną wtargnięciem w atmosferę), jak w przypadku meteoru czelabińskiego (15 lutego 2013).

## Potencjalne zagrożenia

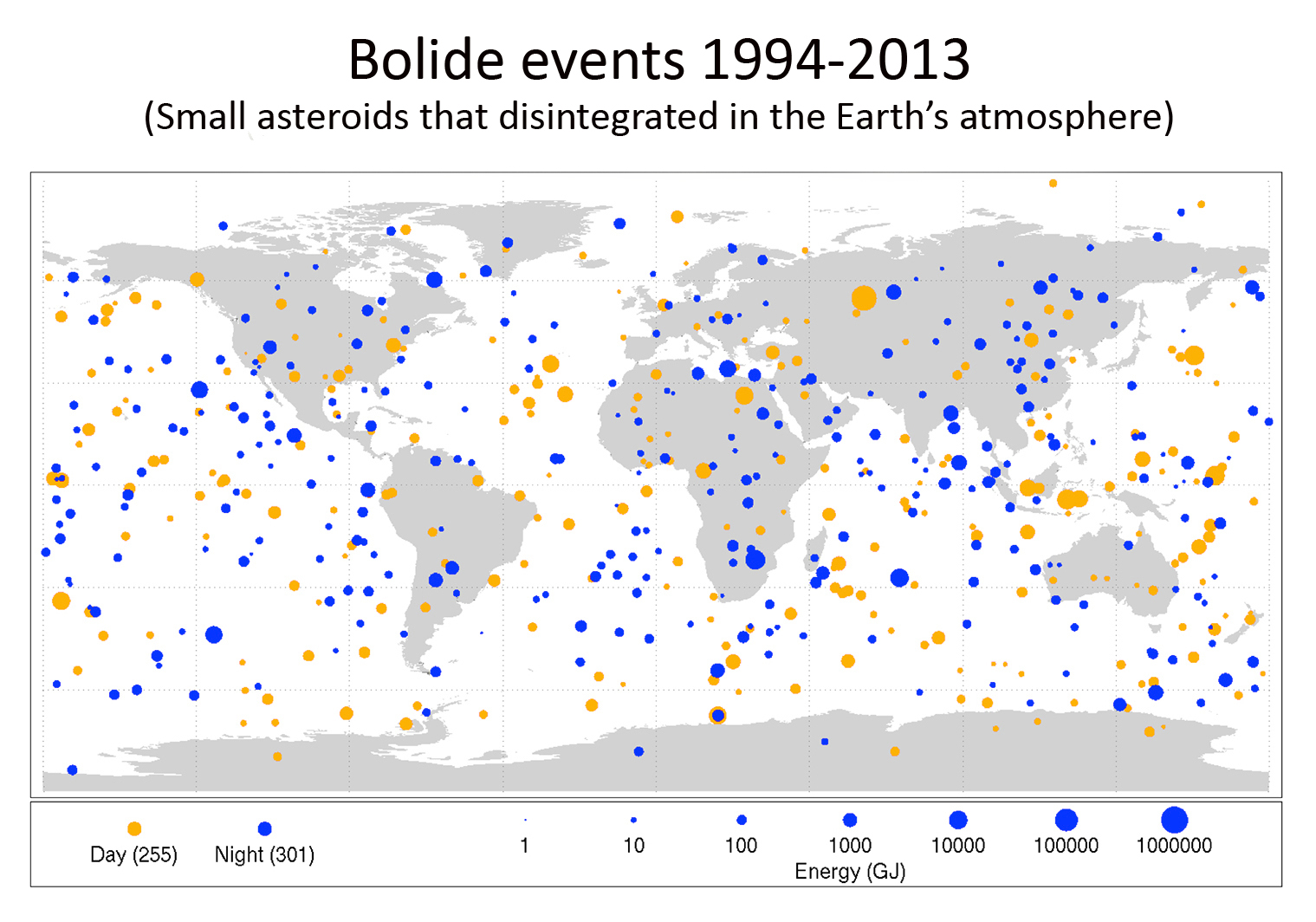
Bolidy zarejestrowane w atmosferze Ziemi w latach 1994–2013, świadczące o częstości uderzeń małych ciał niebieskich w naszą planetę

W Układzie Słonecznym krąży wiele małych ciał, od drobnego pyłu kosmicznego po sięgające wielu kilometrów średnicy komety czy planetoidy. Prawdopodobieństwo zderzenia Ziemi z większymi z tych obiektów jest bardzo małe, największe obiekty bliskie Ziemi (ang. near-Earth-objects, NEO) są także stale monitorowane. O tym, że takie upadki zdarzały się w przeszłości, świadczą kratery meteorytowe, z których pojedyncze wiążą się czasowo ze zjawiskiem masowego wymierania organizmów ziemskich.
Według szacunków NASA liczba obiektów bliskich Ziemi, które mogą przedrzeć się przez atmosferę Ziemi (o średnicy powyżej 50 m) wynosi około miliona, w tym ponad 1000 o rozmiarach powyżej 1 km. Potencjalne zagrożenie, jakie stwarzają te obiekty, ocenia się w 11-stopniowej skali Torino, która dzieli je na pięć klas:
- obiekty niezagrażające Ziemi,
- obiekty, które zasługują na obserwację,
- obiekty, którym należy się większe zainteresowanie,
- obiekty zagrażające Ziemi,
- obiekty, z którymi kolizja jest nieunikniona.

## Skutki upadku planetoid
Średnicę obiektu od 1,5 do 2 km uznaje się za wartość progową globalnej katastrofy, której skutkiem mogłaby być śmierć nawet 1/4 ludności świata. Możliwe skutki takiego uderzenia są różnorodne: od trwającego kilka godzin rozchodzenia się fal uderzeniowych czy fal tsunami, poprzez trwające kilka tygodni pożary, kilkumiesięczne ciemności, aż po długotrwałe skutki dla całej planety jak efekt cieplarniany czy zniszczenie warstwy ozonowej. Obiekty takie spadają na Ziemię średnio raz na milion lat. Bardziej prawdopodobne jest uderzenie obiektu o rozmiarach ok. 200 m średnicy, które spadają średnio raz na 10 tysięcy lat, a mogą spowodować znaczne szkody w przypadku impaktu w gęsto zaludnionych obszarach Ziemi. Upadek obiektu, który mógłby spowodować masowe wymieranie, szacuje się na średnio raz na 100-200 milionów lat.